# وویچیخ شمیون
وویچیخ شمیون (لهستانی: Wojciech Siemion؛ ‏ ۳۰ ژوئیهٔ ۱۹۲۸ – ۲۴ آوریل ۲۰۱۰) بازیگر اهل لهستان بود. وی ابتدا در رشته حقوق در لوبلین تحصیل کرد و سپس به آکادمی ملی هنرهای نمایشی الکساندر زلوروویچ در ورشو رفت.
از فیلم‌هایی که وی در آن نقش داشته است، می‌توان به آغاز بهار، زنجیره احساسات، طریق هستی، گنج‌های پنهان، خیابان فرعی ۴، سرزمین موعود، بال‌های سیاه و بدشانسی اشاره کرد.